# Różanki (wieś w województwie lubuskim)
Różanki (niem. Rosenthal) – wieś w Polsce, położona w województwie lubuskim, w powiecie gorzowskim, w gminie Kłodawa. Leży przy drodze krajowej nr 22.  
W latach 1975–1998 miejscowość położona była w województwie gorzowskim. 

## Położenie
Wieś wielodrożnica położona na skraju Puszczy Gorzowskiej. W obrębie tej miejscowości istnieją dwa sołectwa: Różanki liczące 1433 mieszkańców i Szklarnia licząca 253 mieszkańców.

## Historia

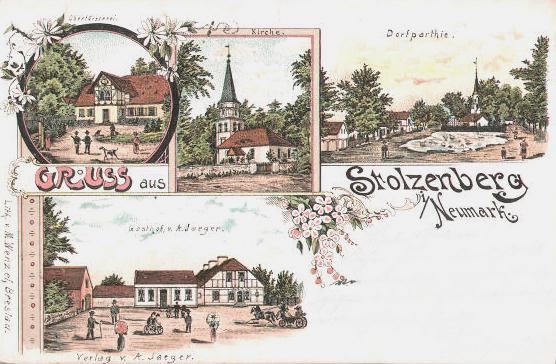
Różanki (Stolzenberg) pod koniec XIX wieku

Wieś wzmiankowana w 1337 r. jako własność rodu Stolle. W latach 1492–1608 należała do rycerskiej rodziny von Strauss. Kolejnymi właścicielami i dzierżawcami byli: od 1646 r. Aleksander Gordon (z pochodzenia Szkot), od początku XVIII w. rodzina von Polentz, później w rękach Hohenzollernów. Ostatnim dzierżawcą był Alfred Balcke – hodowca i teoretyk uprawy ziemniaka. Przed II wojną światową wieś nosiła nazwę Stolzenberg. 

## Zabytki
Do wojewódzkiego rejestru zabytków wpisane są:
- kościół ewangelicki, obecnie rzym.-kat. parafialny pw. św. Stanisława Kostki, z początku XVIII wieku, z wieżą dobudowaną w 1735 r., 1874 r. Wyposażenie świątyni stanowi późnobarokowy ołtarz
- cmentarz
- zespół folwarczny, z połowy XIX wieku, częściowo zachowany:
  - dom mieszkalny
  - trzy budynki gospodarcze: stajnia, owczarnia, spichlerz

inne obiekty w zespole, poza rejestrem:
- dwór i gorzelnię spaliły wojska radzieckie w 1945 r.
- tzw. Stern (gwiazda), niewielki kopiec o kształcie czteroramiennej gwiazdy, najprawdopodobniej kopiec ma pochodzenie antropogeniczne znajduje się ok. 0,5 km na północ od wsi, na skrzyżowaniu dróg w lesie
- dąb szypułkowy, liczący ponad czterysta lat, rozłożysty, rośnie przy ulicy Dębowej (do 2017 r.)

## Edukacja

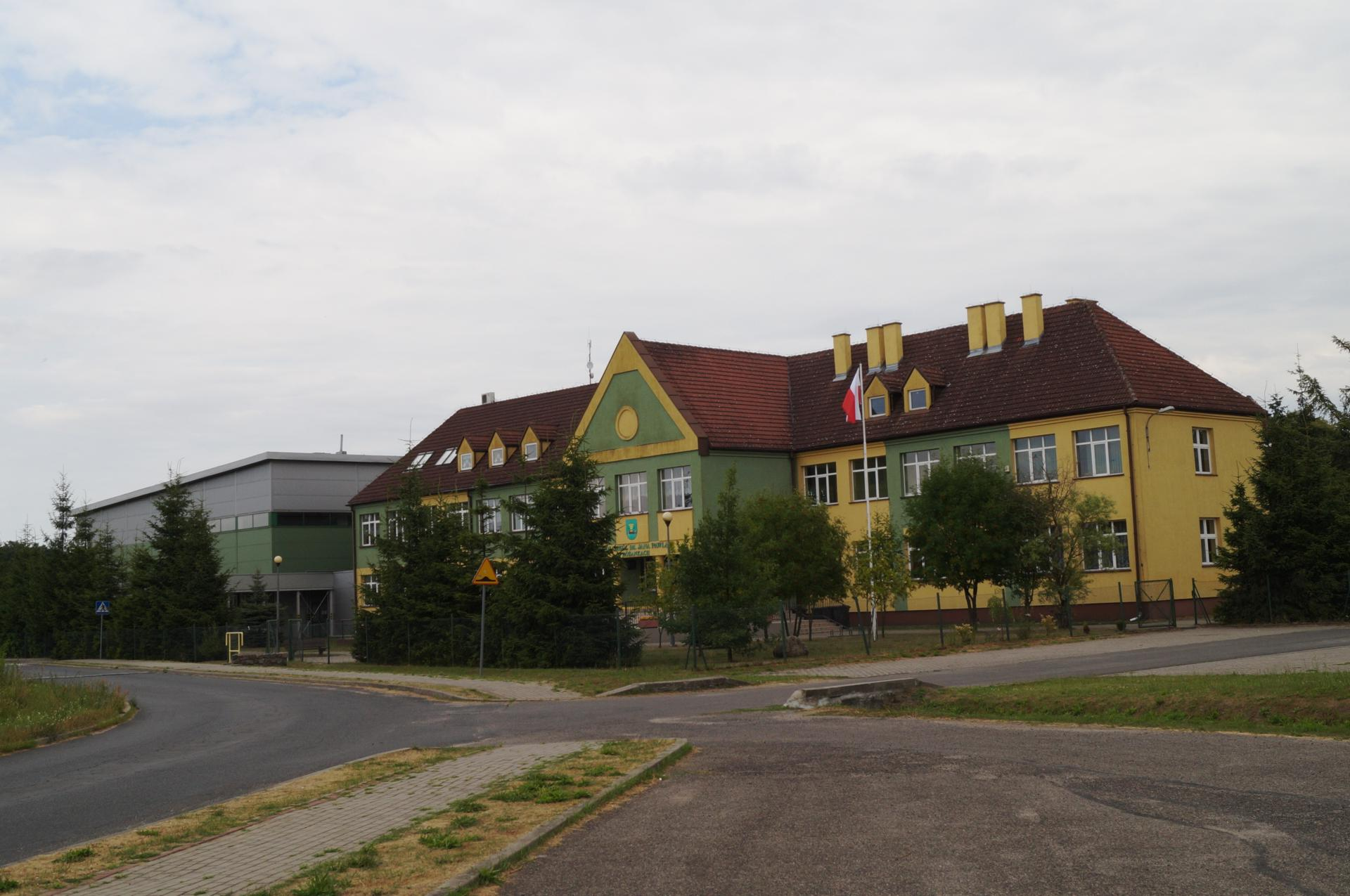
Szkoła podstawowa i hala sportowa

We wsi znajduje się Szkoła Podstawowa im. Św. Jana Pawła II (Do 2019 r. połączona z gimnazjum).

## Sport
Działa tu klub piłkarski Wielosekcyjny Klub Sportowy „Róża” Różanki, który został założony w 1962 roku i występuje w sezonie 2025/2026 w IV lidze, gr. lubuskiej.